# Nutriscan+
 (août 2025).
Motif : manque de sources secondaires centrées
- Archive Wikiwix
- Bing
- Cairn
- DuckDuckGo
- E. Universalis
- Gallica
- Google
- G. Books
- G. News
- G. Scholar
- Persée
- Qwant
- (zh) Baidu
- (ru) Yandex
- (wd) trouver des œuvres sur Wikidata

| 1. | Préciser le motif de la pose du bandeau. | Précisez le motif de la pose du bandeau en utilisant la syntaxe suivante : {{admissibilité à vérifier\|date=août 2025\|motif=remplacez ce texte par le motif}}                  |
| 2. | Informer les utilisateurs concernés.     | Pensez à avertir le créateur de l'article, par exemple, en insérant le code ci-dessous sur sa page de discussion : {{subst:avertissement admissibilité à vérifier\|Nutriscan+}} |

Chronologie des versions
Nutriscan
Nutriscan+ est une application mobile, développé par le magazine Bon à savoir, qui permet de scanner des produits alimentaires et de les noter en fonction de leurs qualités, avec la méthode du Nutri-score,.

## Fonctionnement
Nutriscan+ évalue plus de 20 000 produits différents qui sont vendus sur le marché suisse. Elle inspecte la qualité et la composition des produits en donnant leurs valeurs nutritionnelles et en les notant sur une échelle de 100,.